# Wargamekar
Wargamekar is een bestuurslaag in het regentschap Bandung van de provincie West-Java, Indonesië. Wargamekar telt 19.470 inwoners (volkstelling 2010).